# Mareil-en-Champagne
Mareil-en-Champagne is een gemeente in het Franse departement Sarthe (regio Pays de la Loire) en telt 280 inwoners (1999). De plaats maakt deel uit van het arrondissement La Flèche.

## Geografie
De oppervlakte van Mareil-en-Champagne bedraagt 7,9 km², de bevolkingsdichtheid is 35,4 inwoners per km².
De onderstaande kaart toont de ligging van Mareil-en-Champagne met de belangrijkste infrastructuur en aangrenzende gemeenten.

## Demografie
Onderstaande figuur toont het verloop van het inwonertal (bron: INSEE-tellingen).

1. ↑  Populations de référence 2022.